# Ярмоленко Андрій Миколайович
Андрі́й Микола́йович Ярмо́ленко (нар. 23 жовтня 1989, Ленінград) — український футболіст, атакувальний півзахисник збірної України та київського «Динамо». Найкращий асистент і другий бомбардир у історії збірної України, учасник чотирьох чемпіонатів Європи, триразовий чемпіон України у складі київського «Динамо». Чотири рази визнавався найкращим футболістом України.

## Життєпис
Андрій Ярмоленко народився в Ленінграді. Батьки — родом із села Смолянка Куликівського району Чернігівської області. Після весілля мати поїхала працювати до Ленінграда, де до неї приєднався батько Андрія. За три роки родина повернулася до Чернігова, де придбала будинок. За спогадами матері, Андрій почав вовтузитися з м'ячем років із чотирьох-п'яти.
Зі своїми батьками та родиною Андрій завжди розмовляв українською мовою.

## Клубна кар'єра

### Початок кар'єри
Якось Ярмоленка побачив тренер Микола Липовий і запросив його до футбольної школи, ставши його першим наставником. До секції ходили багато друзів Андрія зі школи й двору, але незабаром більшість із них кинули тренування, а Ярмоленко й далі їх відвідував. У ДЮФЛ виступав за чернігівську «Юність», а в 13 років перейшов до школи «Динамо». Однак не витримав конкуренції та за рік поїхав додому.

### «Десна»
У 16-річному віці виступав у чемпіонаті Чернігівської області за добрянське «Полісся» — фарм-клуб чернігівської «Десни». Грав переважно на позиції центрального нападника. На професійному рівні у складі «Десни» дебютував 8 жовтня 2006 року незадовго до його 17-річчя — з'явившись на полі після перерви в матчі Першої ліги проти сумського «Спартака», Андрій став автором єдиного голу, забивши його ударом у падінні через себе. Уперше в стартовому складі Ярмоленко вийшов 3 листопада в домашній грі проти «Волині». «Десна» на той час переживала ігрову кризу, взявши в п'яти жовтневих матчах лише 5 очок, і президент клубу Іван Чаус, попри незгоду тренера, наполіг на виході малодосвідченого нападника з перших хвилин. У підсумку чернігівці здобули перемогу з рахунком 4:0, а Ярмоленко забив два м'ячі й був визнаний найкращим гравцем матчу. Талановитим футболістом зацікавилися «Динамо» та «Шахтар», однак донеччани мали намір спершу переглянути гравця, водночас керівництво київського клубу діяло оперативніше й відразу після останнього матчу 2006 року домовилося з «Десною» про його трансфер. Сума компенсації за перехід футболіста склала 100 тис. доларів.

### «Динамо»

#### Сезон 2006/2007

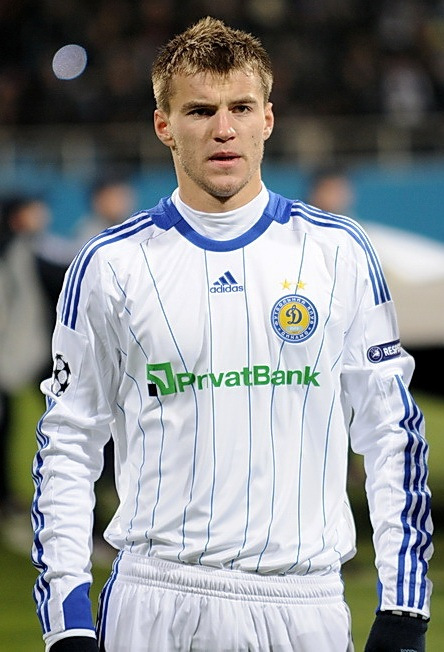
Андрій Ярмоленко у формі «Динамо». 5 листопада 2009 року

Починав грати в київському клубі з другої команди. У своєму першому сезоні за «Динамо-2», під керівництвом Юрія Калитвинцева та Геннадія Литовченка, нападник забив чотири м'ячі в 15 матчах, за другу частину сезону.
Тодішній наставник команди Анатолій Дем'яненко на одній із пресконференцій сказав: «Мені нещодавно повідомили, що за 130 кілометрів під Києвом наші селекціонери знайшли хлопчика, якого фахівці вже зараз називають другим Шевченком». Відтоді Андрій отримав прізвисько «Хлопчик зі 130-го кілометра». Проте під керівництвом Дем'яненка Андрій так і не дебютував у основній команді.

#### Сезон 2007/2008
Лише 11 травня 2008 року в останньому домашньому матчі сезону 2007/2008 проти «Ворскли» новий наставник команди Юрій Сьомін випустив 18-річного гравця на поле за 8 хвилин до фінального свистка за рахунку 1:1. Ярмоленку вдалося забити переможний м'яч у ворота суперників і принести перемогу своїй команді. Але потім, після дебюту знову грав за другу команду, де забив 5 м'ячів за 22 матчі. У цей час Андрій інколи виступав і в дублюючому складі, у 13 матчах відзначившись вісім разів.

#### Сезон 2008/2009
Наступного сезону 2008/09 в Кубку України Ярмоленко став найкращим бомбардиром «Динамо», забивши в трьох матчах п'ять м'ячів. Вирішуючи серйозні завдання, Юрій Сьомін не ризикував підпускати молодь до основи. Тому в чемпіонаті Андрій рідко виходив на поле. За 10 матчів, проведених у чемпіонаті, не відзначився результативними діями. В одному з кубкових матчів відзначився своїм першим гольовим пасом за команду.

#### Сезон 2009/2010
Стабільне місце в основному складі Ярмоленко отримав із приходом до команди Валерія Газзаєва в травні 2009 року. Для цього Андрію довелося змінити амплуа. У тактичних схемах тренера Ярмоленку відводилося місце лівого атакувального півзахисника. У вересні 2009 року Андрій дебютував у Лізі чемпіонів, вийшовши на поле в основному складі проти казанського «Рубіна». Той матч кияни виграли з рахунком 3:1. За сезон зіграв 37 ігор і забив 7 м'ячів.

#### Сезон 2010/2011
Після того, як пішов Валерій Газзаєв, Ярмоленко залишився гравцем стартового складу й за Олега Лужного, й за Юрія Сьоміна. Андрій і далі регулярно забивав: у сезоні 2010/11 на рахунку було 11 м'ячів за весь чемпіонат. На матч 2-го туру проти ужгородської «Говерли» вивів команду на гру як капітан. Загалом це було шосте капітанство Ярмоленка. Матч завершився перемогою киян з рахунком 2:1. Андрій виходив у всіх матчах стартових турів. У дербі проти «Шахтаря» дістав травму, якої йому завдав Тайсон. Динамо поступилося 3:1. Згодом гравця Шахтаря дискваліфікували на 2 гри. Через травму пропустив матч з «Чорноморцем». «Одеситам» «кияни» поступилися 2:1. Уже в матчі проти «Таврії» вийшов на поле та відзначився голом. У наступному матчі Ліги Європи проти казахстанського «Актобе» відкрив рахунок у поєдинку.

#### Сезон 2011/2012
Грав у Суперкубку України в матчі проти «Шахтаря» й отримав жовту картку на 85-й хвилині. У 2-му турі чемпіонату проти «Олександрії» отримав жовту картку на 18-й хвилині й забив гол на 54-й. У київському дербі проти «Оболоні» віддав дві гольові передачі на 86-й і 91-й хвилинах. У 7-му турі чемпіонату, в матчі проти «Кривбасу», забив гол. Одразу в наступному турі відзначився дублем у ворота дніпропетровського «Дніпра». У матчі проти «Іллічівця», на 69-й хвилині, забив гол і отримав жовту картку. Врятував киян від поразки в груповому етапі Ліги Європи у матчі проти «Сток Сіті», віддавши гольову передачу на 91-й хвилині. У наступному матчі забив гол у ворота одеського «Чорноморця». У 12-му турі забив на 70-й хвилині в ворота «Ворскли», а потім через два тури забив гол на 76-й хвилині в ворота луганської «Зорі». У кубковому матчі проти «Шахтаря» відзначився голом, але динамівці не пройшли в наступну стадію. У 15-му турі дістав вилучення в матчі з «Таврією». Оформив дубль у 17-му турі в ворота «Олександрії». У 18-му турі теж відзначився голом. У матчі 22-го туру забив м'яч на 5-й хвилині й відзначився двома гольовими передачами. Зайняв 4 місце у гонці бомбардирів чемпіонату. Став найкращим молодим футболістом України 2011 року.

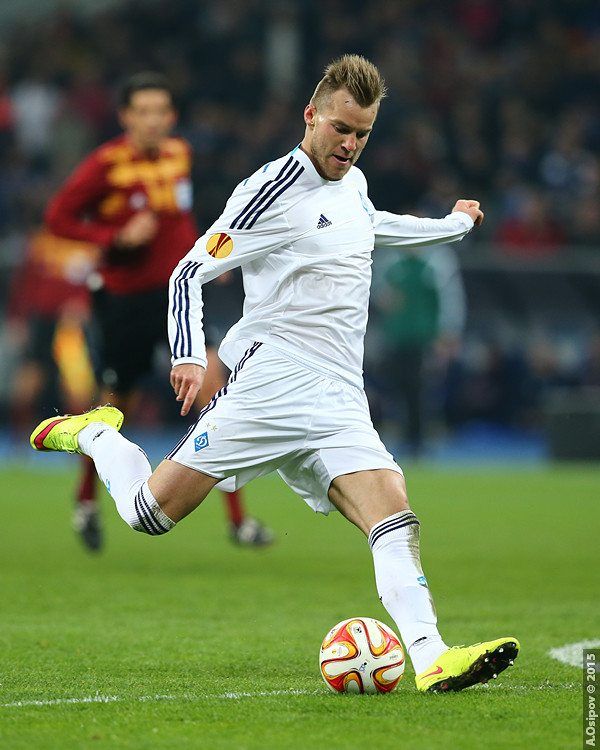
Ярмоленко під час виступів за «Динамо». 2015 рік.

### «Боруссія»
28 серпня 2017 року Ярмоленко перейшов до дортмундської «Боруссії» за 25 млн € (і разом із Дмитром Чигринським став найдорожчим українським футболістом), уклавши угоду до кінця сезону 2020—2021 років, а вже 13 вересня відмітився дебютним голом за «джмелів» у матчі Ліги чемпіонів проти лондонського «Тоттенгема», зрівнявши рахунок у зустрічі. Того ж року авторитетне німецьке видання «Bild» назвало Андрія кращим новачком Бундесліги та кращим гравцем на старті чемпіонату Німеччини.

### «Вест Гем Юнайтед»

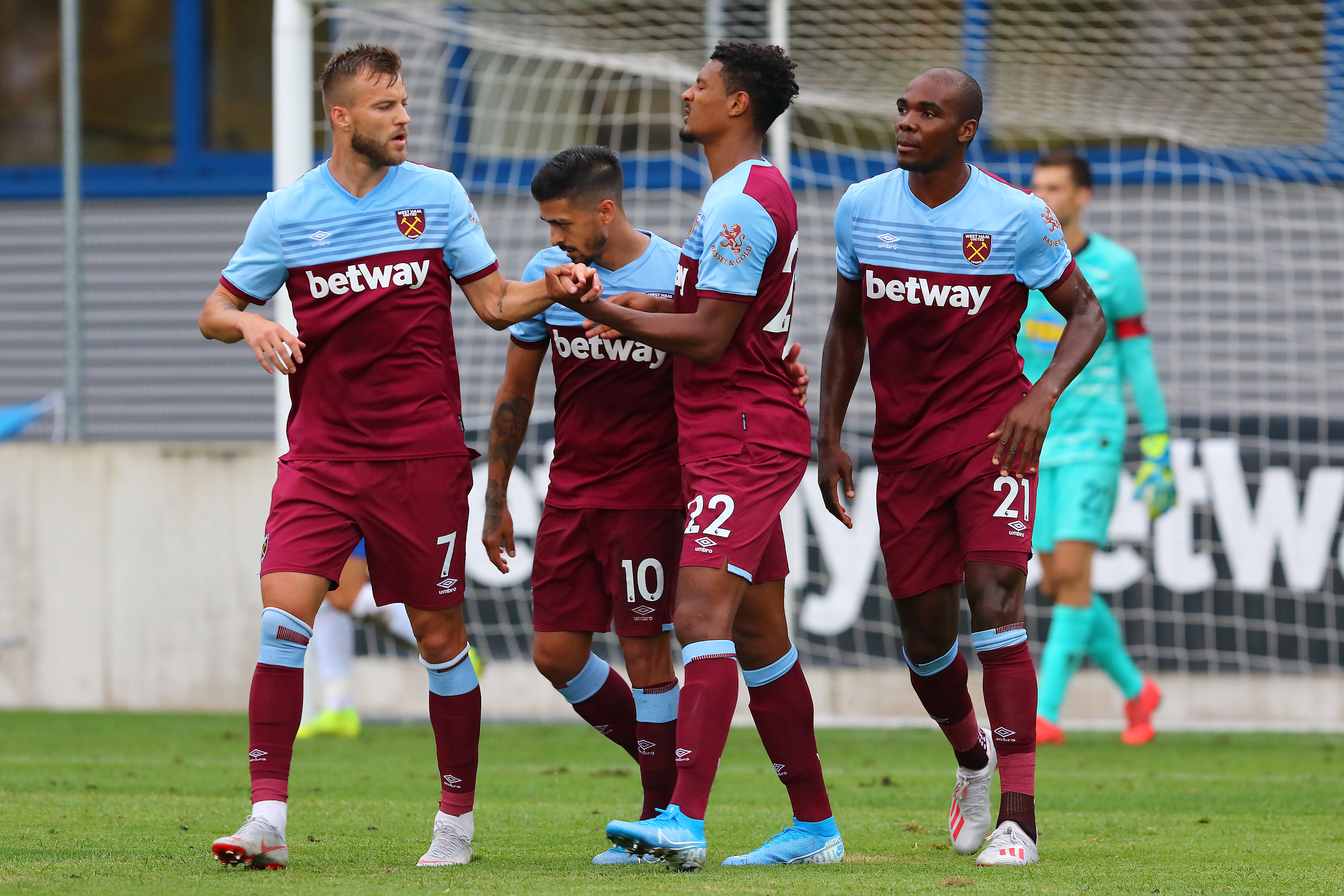
Ярмоленко (крайній ліворуч) у «Вест Гем Юнайтед». 2019 рік.

11 липня 2018 року став гравцем англійського клубу «Вест Гем Юнайтед», який віддав за гравця дортмундській «Боруссії» 22 млн £ (приблизно 25 млн €), плюс 3 млн фунтів можуть бути виплачені у вигляді бонусів. Ярмоленко підписав контракт на 4 роки. 16 вересня 2018 р. відзначився двома дебютними голами за «молотобійців» у матчі англійської прем'єр-ліги проти «Евертона». Ярмоленка також обрали найкращим гравцем цього матчу вболівальники клубу під час голосування. На 43-й хвилині матчу проти «Манчестер Юнайтед» спровокував автогол, чим допоміг своїй команді перемогти в матчі з рахунком 3:1. У матчі проти «Тоттенгема» зазнав травми й вибув на 6 місяців.

### Аль-Айн
У липні 2022 року Андрій підписав однорічний контракт із клубом «Аль-Айн» з ОАЕ, очолюваний Сергієм Ребровим.
17 травня 2023 року на 59-ій хвилині забив гол з пенальті у першій грі півфіналу Кубку ліги ОАЕ (Етісалат), чим поклав початок розгрому Аль-Айну над Аль-Наср Дубаєм (4:1). У другій грі Аль-Айн програв з рахунком 0:1, але по загальному рахунку(4:2) вийшов у фінал Кубку

### Повернення у «Динамо» (Київ)
27 червня 2023 року Андрій Ярмоленко повернувся до футбольного клубу «Динамо» (Київ), уклавши контракт терміном на 2 роки. Перший матч після повернення зіграв 30 липня проти «Минаю» (4:1) в чемпіонаті, а 4 серпня 2023 року в матчі проти «Оболоні», забив свій 100-й гол у матчах української Прем'єр-ліги, який став дебютним після повернення до київського клубу. 1 жовтня, зігравши у грі чемпіонату проти «Олександрії», провів свій 350-й матч у складі «Динамо»: 234-й — в чемпіонатах, 28 — в Кубку, 82 — у єврокубках та 6 — в Суперкубку.
У сезоні 2023/2024 Ярмоленко встиг зіграти за команду 7 матчів та забити 4 голи (усі в чемпіонаті). Проте в жовтні 2023 року Андрій зазнав травми коліна та був прооперований у Барселоні, термін реабілітації гравця складав 4 місяці. Повернення футболіста на поле відбулось 31.03.2024 у виїзному матчі з «Ворсклою», в якому його команда перемогла з рахунком 5:1, а сам Андрій відзначився голом. Для нього цей гол став 104-м на рівні чемпіонату України. Це допомогло Ярмоленку вийти на 5 місце в списку найкращих бомбардирів в історії чемпіонату України. Він обігнав Жуніора Мораеса, на рахунку якого 103 взяття воріт. У наступному матчі Ярмоленко вперше після повернення потрапив в основний склад своєї команди, провів на полі 63 хвилини та знову забив, однак це не допомогло його команді перемогти, матч проти «ЛНЗ» закінчився з рахунком 1:1. Забитий гол став 143 у біло-синій футболці та допоміг вийти на друге місце у списку найкращих бомбардирів киян за роки незалежності, позаду залишився  Максим Шацьких, а у найкращого бомбардира «Динамо» за роки незалежності Сергія Реброва  на 20 голів більше - 163. 
У травневих матчах весняної частини сезону 2023—2024 Андрій відзначився двічі поспіль: забив по голу у ворота «Вереса» та «Колоса». У цих матчах київський клуб тріумфував, здолавши суперників з рахунком 3:0 та 5:0 відповідно. А забитий м'яч у грі з рівнянами допоміг Ярмоленку вийти на перше місце у Клубі Тимерлана Гусейнова: гол став 190-им, забитим у футболці «Динамо» та збірної України з футболу.

## Збірна України

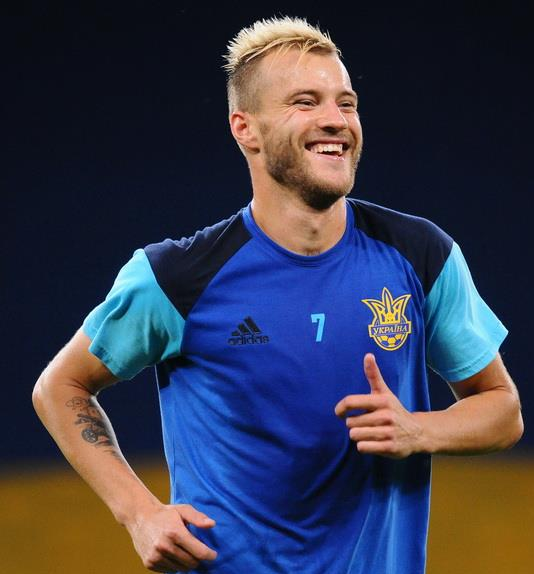
Ярмоленко на тренуванні збірної України. 2016 рік.

Виступав у юніорській збірній України. Учасник відбіркового турніру Євро-2008 (U-19).
У молодіжній збірній України провів 16 матчів. Учасник відбіркового та фінального турніру Євро-2011 (U-21).
За національну збірну України дебютував 5 вересня 2009 року у відбірковому матчі до чемпіонату світу проти Андорри, в якому Україна перемогла з рахунком 5:0, а Ярмоленко забив свій перший м'яч за національну команду. Другий матч зіграв 9 вересня 2009 року в Мінську проти Білорусі (0:0).
2 вересня 2011 року в товариському матчі зі збірною Уругваю Андрій Ярмоленко забив найшвидший м'яч в історії збірної України, відзначившись уже на 15-й секунді матчу.
14 листопада 2014 року відзначився хет-триком у матчі відбору до Євро-2016 проти збірної Люксембургу і з 18 голами вийшов на друге місце в списку бомбардирів збірної, де його випереджав лише Андрій Шевченко з 48 влучними ударами.
Учасник Євро-2016, на якому українці програли усі три матчі і не вийшли з групи.
3 вересня 2020 року в матчі проти збірної Швейцарії (2:1 на користь українців) забив першого м'яча у ворота суперників, ставши найкращим гравцем збірної за показником «гол + результативна передача»: 38 голів та 20 гольових передач.
1 червня 2021 був включений в офіційну заявку збірної України головним тренером Андрієм Шевченком для участі в матчах Євро-2020. 3 червня 2021 року зіграв у товариському матчі проти збірної Північної Ірландії (1:0), який став для Ярмоленка 93-м у складі збірної, таким чином він вийшов на 6-е місце у загальному гвардійському реєстрі збірної України, обійшовши Олександра Шовковського (92 матчі). 13 червня 2021 року забив свій перший гол у фінальних стадіях чемпіонатів Європи у стартовому матчі збірної України на турнірі проти збірної Нідерландів (2:3), відзначившись на 75-й хвилині гри. Він став другим українським футболістом після Андрія Шевченка, який забив гол у фінальній стадії чемпіонатів Європи, також цей м'яч став першим для збірної України на чемпіонаті Європи 2020 року. Усього, зігравши п'ять матчів на турнірі, на рахунку Ярмоленка два забиті м'ячі та дві результативні передачі.
1 вересня 2021 року матч відбіркового турніру чемпіонату світу 2022 року проти збірної Казахстану (2:2) став для Ярмоленка ювілейним, 100-м у складі національної команди. Він став четвертим гравцем збірної, який досяг цього гвардійського рубежу.
27 вересня 2022 року зіграв свій 112-й матч за збірну України проти Шотландії в рамках Ліги націй УЄФА 2022/23 і таким чином обійшов Андрія Шевченка (111 ігор), вийшовши на перше місце в історичній таблиці гвардійців збірної України.

## Статистика

### Клубна статистика
Станом на 24 травня 2025 року
| Команда                      | Сезон                        | Чемпіонат                    | Чемпіонат | Чемпіонат | Чемпіонат | Кубок країни | Кубок країни | Кубок країни | Кубок країни | Континентальні кубки | Континентальні кубки | Континентальні кубки | Континентальні кубки | Інші змагання | Інші змагання | Інші змагання | Інші змагання | Усього | Усього | Усього |
| Команда                      | Сезон                        | Ліга                         | Ігор      | Голів     | Паси      | Ліга         | Ігор         | Голів        | Паси         | Ліга                 | Ігор                 | Голів                | Паси                 | Ліга          | Ігор          | Голів         | Паси          | Ігор   | Голів  | Паси   |
| ---------------------------- | ---------------------------- | ---------------------------- | --------- | --------- | --------- | ------------ | ------------ | ------------ | ------------ | -------------------- | -------------------- | -------------------- | -------------------- | ------------- | ------------- | ------------- | ------------- | ------ | ------ | ------ |
| «Десна»                      | 2006/2007                    | ПЛ                           | 9         | 4         | 0         | КУ           | 1            | 0            | 0            | —                    | —                    | —                    | —                    | —             | —             | —             | —             | 10     | 4      | 0      |
| «Динамо-2»                   | 2006/2007                    | ПЛ                           | 15        | 4         | 0         | КУ           | —            | —            | —            | —                    | —                    | —                    | —                    | —             | —             | —             | —             | 15     | 4      | 0      |
| «Динамо-2»                   | 2007/2008                    | ПЛ                           | 22        | 5         | 0         | КУ           | —            | —            | —            | —                    | —                    | —                    | —                    | —             | —             | —             | —             | 22     | 5      | 0      |
| Всього за «Динамо-2»         | Всього за «Динамо-2»         | Всього за «Динамо-2»         | 37        | 9         | 0         | —            | —            | —            | —            | —                    | —                    | —                    | —                    | —             | —             | —             | —             | 37     | 9      | 0      |
| «Динамо» (Київ)              | 2007/2008                    | ВЛ                           | 1         | 1         | 0         | КУ           | 0            | 0            | 0            | ЛЧ                   | 0                    | 0                    | 0                    | СК            | 0             | 0             | 0             | 1      | 1      | 0      |
| «Динамо» (Київ)              | 2008/2009                    | УПЛ                          | 10        | 0         | 0         | КУ           | 3            | 5            | 1            | ЛЧ/ЛЄ                | 0                    | 0                    | 0                    | СК            | 1             | 0             | 0             | 14     | 5      | 1      |
| «Динамо» (Київ)              | 2009/2010                    | УПЛ                          | 28        | 7         | 0         | КУ           | 2            | 0            | 1            | ЛЧ                   | 6                    | 0                    | 0                    | СК            | 1             | 0             | 0             | 37     | 7      | 1      |
| «Динамо» (Київ)              | 2010/2011                    | УПЛ                          | 26        | 11        | 0         | КУ           | 5            | 1            | 1            | ЛЧ/ЛЄ                | 16                   | 4                    | 1                    | —             | —             | —             | —             | 47     | 16     | 2      |
| «Динамо» (Київ)              | 2011/2012                    | УПЛ                          | 28        | 12        | 0         | КУ           | 1            | 1            | 1            | ЛЧ/ЛЄ                | 10                   | 0                    | 0                    | СК            | 1             | 0             | 0             | 40     | 13     | 1      |
| «Динамо» (Київ)              | 2012/2013                    | УПЛ                          | 27        | 11        | 5         | КУ           | 1            | 0            | 0            | ЛЧ/ЛЄ                | 12                   | 2                    | 1                    | —             | —             | —             | 0             | 40     | 13     | 7      |
| «Динамо» (Київ)              | 2013/2014                    | УПЛ                          | 26        | 12        | 4         | КУ           | 4            | 4            | 2            | ЛЄ                   | 9                    | 5                    | 1                    | —             | —             | —             | —             | 39     | 21     | 7      |
| «Динамо» (Київ)              | 2014/2015                    | УПЛ                          | 26        | 14        | 13        | КУ           | 5            | 1            | 0            | ЛЄ                   | 11                   | 4                    | 7                    | СК            | 1             | 0             | 0             | 43     | 19     | 20     |
| «Динамо» (Київ)              | 2015/2016                    | УПЛ                          | 23        | 13        | 12        | КУ           | 3            | 4            | 0            | ЛЧ                   | 7                    | 2                    | 0                    | СК            | 1             | 0             | 0             | 34     | 19     | 12     |
| «Динамо» (Київ)              | 2016/2017                    | УПЛ                          | 28        | 15        | 8         | КУ           | 3            | 3            | 0            | ЛЧ                   | 5                    | 1                    | 3                    | СК            | 0             | 0             | 0             | 36     | 19     | 11     |
| «Динамо» (Київ)              | 2017/2018                    | УПЛ                          | 5         | 3         | 1         | КУ           | 0            | 0            | 0            | ЛЧ/ЛЄ                | 2+2                  | 1+0                  | 1+1                  | СК            | 1             | 0             | 0             | 10     | 4      | 3      |
| «Боруссія» (Дортмунд)        | 2017/2018                    | БЛ                           | 18        | 3         | 3         | КН           | 2            | 2            | 0            | ЛЧ                   | 6                    | 1                    | 1                    | —             | —             | —             | —             | 26     | 6      | 4      |
| «Вест Гем Юнайтед»           | 2018/2019                    | АПЛ                          | 9         | 2         | 1         | КФЛ          | 1            | 0            | 0            | —                    | —                    | —                    | —                    | —             | —             | —             | —             | 10     | 2      | 1      |
| «Вест Гем Юнайтед»           | 2019/2020                    | АПЛ                          | 23        | 5         | 1         | КА/КФЛ       | —            | —            | —            | —                    | —                    | —                    | —                    | —             | —             | —             | —             | 23     | 5      | 1      |
| «Вест Гем Юнайтед»           | 2020/2021                    | АПЛ                          | 15        | 0         | 1         | КА/КФЛ       | 3+3          | 1+2          | 0+3          | —                    | —                    | —                    | —                    | —             | —             | —             | —             | 21     | 3      | 4      |
| «Вест Гем Юнайтед»           | 2021/2022                    | АПЛ                          | 19        | 1         | 0         | КА/КФЛ       | 2+3          | 0            | 0            | ЛЄ                   | 8                    | 2                    | 0                    | —             | —             | —             | —             | 32     | 3      | 0      |
| Всього за «Вест Гем Юнайтед» | Всього за «Вест Гем Юнайтед» | Всього за «Вест Гем Юнайтед» | 66        | 8         | 3         |              | 12           | 3            | 3            |                      | 8                    | 2                    | 0                    |               | —             | —             | —             | 86     | 13     | 6      |
| «Аль-Айн»                    | 2022/2023                    | ПЛ                           | 23        | 11        | 0         | КП/КЛ        | 5+4          | 0+1          | 0            | —                    | —                    | —                    | —                    | СКО           | 1             | 0             | —             | 33     | 12     | 0      |
| «Динамо» (Київ)              | 2023/2024                    | УПЛ                          | 17        | 8         | 0         | КУ           | 1            | 0            | 0            | ЛК                   | 2                    | 0                    | 0                    | —             | —             | —             | —             | 20     | 8      | 0      |
| «Динамо» (Київ)              | 2024/2025                    | УПЛ                          | 21        | 7         | 0         | КУ           | 3            | 1            | 0            | ЛЧ+ЛЄ                | 6+3                  | 2+2                  | 0                    | —             | —             | —             | —             | 33     | 12     | 0      |
| Всього за «Динамо» (Київ)    | Всього за «Динамо» (Київ)    | Всього за «Динамо» (Київ)    | 265       | 114       | 43        |              | 31           | 20           | 6            |                      | 91                   | 23                   | 15                   |               | 6             | 0             | 0             | 393    | 157    | 64     |
| Всього за кар'єру            | Всього за кар'єру            | Всього за кар'єру            | 418       | 149       | 49        | —            | 55           | 26           | 9            | —                    | 105                  | 26                   | 16                   | —             | 7             | 0             | 0             | 585    | 201    | 74     |

### За збірну

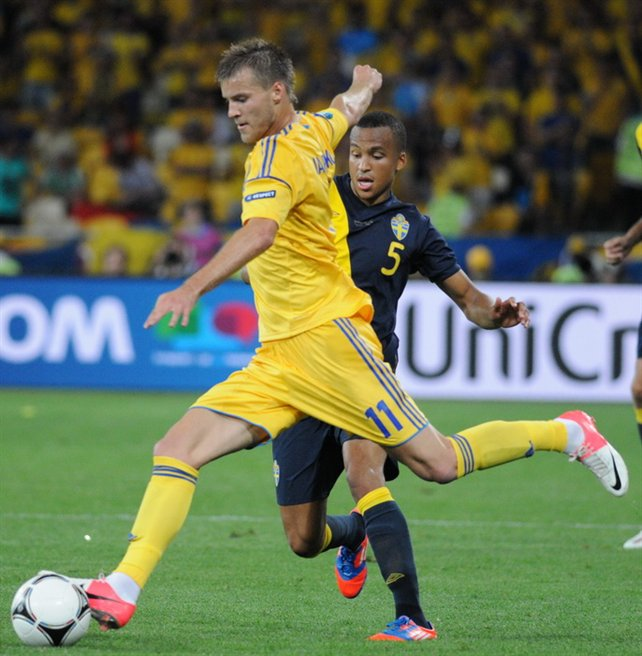
Андрій Ярмоленко на Євро-2012

| Збірна            | Сезон             | Товариські | Товариські | Товариські | Турнірні | Турнірні | Турнірні | Усього | Усього | Усього |
| Збірна            | Сезон             | Ігор       | Голів      | Паси       | Ігор     | Голів    | Паси     | Ігор   | Голів  | Паси   |
| ----------------- | ----------------- | ---------- | ---------- | ---------- | -------- | -------- | -------- | ------ | ------ | ------ |
| Україна           | 2009              | 0          | 0          | 0          | 6        | 2        | 0        | 6      | 2      | 0      |
| Україна           | 2010              | 2          | 1          | 1          | 0        | 0        | 0        | 2      | 1      | 1      |
| Україна           | 2011              | 9          | 3          | 0          | 0        | 0        | 0        | 9      | 3      | 0      |
| Україна           | 2012              | 4          | 2          | 1          | 6        | 0        | 1        | 10     | 2      | 2      |
| Україна           | 2013              | 2          | 1          | 1          | 9        | 5        | 2        | 11     | 6      | 3      |
| Україна           | 2014              | 4          | 1          | 2          | 4        | 3        | 2        | 8      | 4      | 4      |
| Україна           | 2015              | 1          | 1          | 2          | 8        | 3        | 1        | 9      | 4      | 3      |
| Україна           | 2016              | 5          | 4          | 0          | 7        | 3        | 2        | 12     | 7      | 2      |
| Україна           | 2017              | 2          | 1          | 0          | 6        | 3        | 1        | 8      | 4      | 1      |
| Україна           | 2018              | 2          | 2          | 2          | 3        | 1        | 0        | 5      | 3      | 2      |
| Україна           | 2019              | 2          | 0          | 0          | 4        | 1        | 0        | 6      | 1      | 0      |
| Україна           | 2020              | 2          | 0          | 0          | 4        | 1        | 1        | 6      | 1      | 1      |
| Україна           | 2021              | 4          | 2          | 0          | 10       | 4        | 2        | 14     | 6      | 2      |
| Україна           | 2022              | 0          | 0          | 0          | 6        | 1        | 1        | 6      | 1      | 1      |
| Україна           | 2023              | 1          | 0          | 0          | 3        | 1        | 0        | 4      | 1      | 0      |
| Всього за кар'єру | Всього за кар'єру | 40         | 18         | 9          | 76       | 28       | 13       | 116    | 46     | 22     |

Станом на 23 березня 2025 року
| Дата       | Місто            | Господарі            | Результат               | Гості                | Турнір                                    | Голи | Примітки |
| ---------- | ---------------- | -------------------- | ----------------------- | -------------------- | ----------------------------------------- | ---- | -------- |
| 05-09-2009 | Київ             | Україна              | 5 – 0                   | Андорра              | Відбір до ЧС 2010                         | 1    |          |
| 09-09-2009 | Мінськ           | Білорусь             | 0 – 0                   | Україна              | Відбір до ЧС 2010                         | -    |          |
| 10-10-2009 | Дніпропетровськ  | Україна              | 1 – 0                   | Англія               | Відбір до ЧС 2010                         | -    | 67'      |
| 14-10-2009 | Андорра-ла-Велья | Андорра              | 0 – 6                   | Україна              | Відбір до ЧС 2010                         | 1    |          |
| 14-11-2009 | Марусі           | Греція               | 0 – 0                   | Україна              | Відбір до ЧС 2010                         | -    | 46'      |
| 18-11-2009 | Донецьк          | Україна              | 0 – 1                   | Греція               | Відбір до ЧС 2010                         | -    | 69'      |
| 02-06-2010 | Осло             | Норвегія             | 0 – 1                   | Україна              | товариський матч                          | -    | 55'      |
| 17-11-2010 | Женева           | Швейцарія            | 2 – 2                   | Україна              | товариський матч                          | -    | 74'      |
| 08-02-2011 | Паралімні        | Румунія              | 2 – 2 д.ч. (2 - 4 п.п.) | Україна              | товариський матч                          | -    | 62'      |
| 09-02-2011 | Нікосія          | Швеція               | 1 – 1 д.ч. (4 - 5 п.п.) | Україна              | товариський матч                          | -    | 64'      |
| 29-03-2011 | Львів            | Україна              | 0 – 2                   | Італія               | товариський матч                          | -    |          |
| 02-09-2011 | Харків           | Україна              | 2 – 3                   | Уругвай              | товариський матч                          | 1    |          |
| 06-09-2011 | Прага            | Чехія                | 4 – 0                   | Україна              | товариський матч                          | -    | 85'      |
| 07-10-2011 | Київ             | Україна              | 3 – 0                   | Болгарія             | товариський матч                          | 1    | 85'      |
| 11-10-2011 | Таллінн          | Естонія              | 0 – 2                   | Україна              | товариський матч                          | -    | 46'      |
| 11-11-2011 | Київ             | Україна              | 3 – 3                   | Німеччина            | товариський матч                          | 1    | 82'      |
| 15-11-2011 | Львів            | Україна              | 2 – 1                   | Австрія              | товариський матч                          | -    | 64'      |
| 29-02-2012 | Петах-Тіква      | Ізраїль              | 2 – 3                   | Україна              | товариський матч                          | 1    |          |
| 28-05-2012 | Куфштайн         | Україна              | 4 – 0                   | Естонія              | товариський матч                          | 1    | 46'      |
| 01-06-2012 | Інсбрук          | Австрія              | 3 – 2                   | Україна              | товариський матч                          | -    |          |
| 11-06-2012 | Київ             | Україна              | 2 – 1                   | Швеція               | ЧЄ 2012 - груповий етап                   | -    |          |
| 15-06-2012 | Донецьк          | Україна              | 0 – 2                   | Франція              | ЧЄ 2012 - груповий етап                   | -    | 68'      |
| 19-06-2012 | Донецьк          | Україна              | 0 – 1                   | Англія               | ЧЄ 2012 - груповий етап                   | -    |          |
| 15-08-2012 | Львів            | Україна              | 0 – 0                   | Чехія                | товариський матч                          | -    | 46'      |
| 11-09-2012 | Лондон           | Англія               | 1 – 1                   | Україна              | Відбір до ЧС 2014                         | -    |          |
| 12-10-2012 | Кишинів          | Молдова              | 0 – 0                   | Україна              | Відбір до ЧС 2014                         | -    |          |
| 16-10-2012 | Київ             | Україна              | 0 – 1                   | Чорногорія           | Відбір до ЧС 2014                         | -    | 62'      |
| 06-02-2013 | Севілья          | Норвегія             | 0 – 2                   | Україна              | товариський матч                          | 1    | 64'      |
| 22-03-2013 | Варшава          | Польща               | 1 – 3                   | Україна              | Відбір до ЧС 2014                         | 1    |          |
| 26-03-2013 | Одеса            | Україна              | 2 – 1                   | Молдова              | Відбір до ЧС 2014                         | 1    |          |
| 02-06-2013 | Київ             | Україна              | 0 – 0                   | Камерун              | товариський матч                          | -    | 46'      |
| 07-06-2013 | Подгориця        | Чорногорія           | 0 – 4                   | Україна              | Відбір до ЧС 2014                         | -    |          |
| 06-09-2013 | Львів            | Україна              | 9 – 0                   | Сан-Марино           | Відбір до ЧС 2014                         | -    | 75'      |
| 10-09-2013 | Київ             | Україна              | 0 – 0                   | Англія               | Відбір до ЧС 2014                         | -    |          |
| 11-10-2013 | Харків           | Україна              | 2 – 0                   | Польща               | Відбір до ЧС 2014                         | 1    |          |
| 15-10-2013 | Серравалле       | Сан-Марино           | 0 – 8                   | Україна              | Відбір до ЧС 2014                         | 1    | 66'      |
| 15-11-2013 | Київ             | Україна              | 2 – 0                   | Франція              | Відбір до ЧС 2014                         | 1    |          |
| 19-11-2013 | Париж            | Франція              | 3 – 0                   | Україна              | Відбір до ЧС 2014                         | -    |          |
| 05-03-2014 | Ларнака          | Україна              | 2 – 0                   | США                  | товариський матч                          | 1    |          |
| 22-05-2014 | Київ             | Україна              | 2 – 1                   | Нігер                | товариський матч                          | -    |          |
| 03-09-2014 | Київ             | Україна              | 1 – 0                   | Молдова              | товариський матч                          | -    | 46'      |
| 08-09-2014 | Київ             | Україна              | 0 – 1                   | Словаччина           | Відбір до ЧЄ 2016                         | -    |          |
| 09-10-2014 | Борисов          | Білорусь             | 0 – 2                   | Україна              | Відбір до ЧЄ 2016                         | -    |          |
| 12-10-2014 | Львів            | Україна              | 1 – 0                   | Північна Македонія   | Відбір до ЧЄ 2016                         | -    |          |
| 15-11-2014 | Люксембург       | Люксембург           | 0 – 3                   | Україна              | Відбір до ЧЄ 2016                         | 3    |          |
| 18-11-2014 | Київ             | Україна              | 0 – 0                   | Литва                | товариський матч                          | -    | 46'      |
| 27-03-2015 | Севілья          | Іспанія              | 1 – 0                   | Україна              | Відбір до ЧЄ 2016                         | -    |          |
| 31-03-2015 | Львів            | Україна              | 1 – 1                   | Латвія               | товариський матч                          | 1    |          |
| 14-06-2015 | Львів            | Україна              | 3 – 0                   | Люксембург           | Відбір до ЧЄ 2016                         | -    |          |
| 05-09-2015 | Львів            | Україна              | 3 – 1                   | Білорусь             | Відбір до ЧЄ 2016                         | 1    | 69'      |
| 08-09-2015 | Жиліна           | Словаччина           | 0 – 0                   | Україна              | Відбір до ЧЄ 2016                         | -    |          |
| 09-10-2015 | Скоп'є           | Північна Македонія   | 0 – 2                   | Україна              | Відбір до ЧЄ 2016                         | -    | 86'      |
| 12-10-2015 | Київ             | Україна              | 0 – 1                   | Іспанія              | Відбір до ЧЄ 2016                         | -    |          |
| 14-11-2015 | Львів            | Україна              | 2 – 0                   | Словенія             | Відбір до ЧЄ 2016                         | 1    |          |
| 17-11-2015 | Марибор          | Словенія             | 1 – 1                   | Україна              | Відбір до ЧЄ 2016                         | 1    |          |
| 24-03-2016 | Одеса            | Україна              | 1 – 0                   | Кіпр                 | товариський матч                          | -    |          |
| 28-03-2016 | Київ             | Україна              | 1 – 0                   | Уельс                | товариський матч                          | 1    |          |
| 29-05-2016 | Турин            | Румунія              | 3 – 4                   | Україна              | товариський матч                          | 1    |          |
| 03-06-2016 | Бергамо          | Албанія              | 1 – 3                   | Україна              | товариський матч                          | 1    | 77'      |
| 12-06-2016 | Лілль            | Німеччина            | 2 – 0                   | Україна              | ЧЄ 2016 - груповий етап                   | -    |          |
| 16-06-2016 | Ліон             | Україна              | 0 – 2                   | Північна Ірландія    | ЧЄ 2016 - груповий етап                   | -    |          |
| 21-06-2016 | Марсель          | Україна              | 0 – 1                   | Польща               | ЧЄ 2016 - груповий етап                   | -    |          |
| 05-09-2016 | Київ             | Україна              | 1 – 1                   | Ісландія             | Відбір до ЧС 2018                         | 1    |          |
| 06-10-2016 | Конья            | Туреччина            | 2 – 2                   | Україна              | Відбір до ЧС 2018                         | 1    |          |
| 09-10-2016 | Краків           | Україна              | 3 – 0                   | Косово               | Відбір до ЧС 2018                         | 1    |          |
| 12-11-2016 | Одеса            | Україна              | 1 – 0                   | Фінляндія            | Відбір до ЧС 2018                         | -    |          |
| 15-11-2016 | Харків           | Україна              | 2 – 0                   | Сербія               | товариський матч                          | 1    | 65'      |
| 24-03-2017 | Загреб           | Хорватія             | 1 – 0                   | Україна              | Відбір до ЧС 2018                         | -    |          |
| 06-06-2017 | Ґрац             | Україна              | 0 – 1                   | Мальта               | товариський матч                          | -    | 46'      |
| 11-06-2017 | Тампере          | Фінляндія            | 1 – 2                   | Україна              | Відбір до ЧС 2018                         | -    |          |
| 02-09-2017 | Харків           | Україна              | 2 – 0                   | Туреччина            | Відбір до ЧС 2018                         | 2    |          |
| 05-09-2017 | Рейк'явік        | Ісландія             | 2 – 0                   | Україна              | Відбір до ЧС 2018                         | -    |          |
| 06-10-2017 | Шкодер           | Косово               | 0 – 2                   | Україна              | Відбір до ЧС 2018                         | 1    |          |
| 09-10-2017 | Київ             | Україна              | 0 – 2                   | Хорватія             | Відбір до ЧС 2018                         | -    |          |
| 10-11-2017 | Львів            | Україна              | 2 – 1                   | Словаччина           | товариський матч                          | 1    |          |
| 31-05-2018 | Женева           | Марокко              | 0 – 0                   | Україна              | товариський матч                          | -    | 46'      |
| 03-06-2018 | Шкодер           | Албанія              | 1 – 4                   | Україна              | товариський матч                          | 2    |          |
| 06-09-2018 | Брно             | Чехія                | 1 – 2                   | Україна              | Ліга націй УЄФА 2018-2019 - 1-й етап      | -    | 66'      |
| 09-09-2018 | Львів            | Україна              | 1 – 0                   | Словаччина           | Ліга націй УЄФА 2018-2019 - 1-й етап      | 1    |          |
| 16-10-2018 | Київ             | Україна              | 1 – 0                   | Чехія                | Ліга націй УЄФА 2018-2019 - 1-й етап      | -    |          |
| 07-09-2019 | Вільнюс          | Литва                | 0 – 3                   | Україна              | Відбір до ЧЄ 2020                         | -    | 60'      |
| 10-09-2019 | Дніпро           | Україна              | 2 – 2                   | Нігерія              | товариський матч                          | -    |          |
| 11-10-2019 | Харків           | Україна              | 2 – 0                   | Литва                | Відбір до ЧЄ 2020                         | -    | 65'      |
| 14-10-2019 | Київ             | Україна              | 2 – 1                   | Португалія           | Відбір до ЧЄ 2020                         | 1    |          |
| 14-11-2019 | Запоріжжя        | Україна              | 1 – 0                   | Естонія              | товариський матч                          | -    | 66'      |
| 17-11-2019 | Белград          | Сербія               | 2 – 2                   | Україна              | Відбір до ЧЄ 2020                         | -    |          |
| 03-09-2020 | Львів            | Україна              | 2 – 1                   | Швейцарія            | Ліга націй УЄФА 2020-2021 - 1-й етап      | 1    |          |
| 06-09-2020 | Мадрид           | Іспанія              | 4 – 0                   | Україна              | Ліга націй УЄФА 2020-2021 - 1-й етап      | -    | 79'      |
| 07-10-2020 | Париж            | Франція              | 7 – 1                   | Україна              | товариський матч                          | -    | 62'      |
| 10-10-2020 | Київ             | Україна              | 1 – 2                   | Німеччина            | Ліга націй УЄФА 2020-2021 - 1-й етап      | -    | 69'      |
| 13-10-2020 | Київ             | Україна              | 1 – 0                   | Іспанія              | Ліга націй УЄФА 2020-2021 - 1-й етап      | -    |          |
| 11-11-2020 | Хожув            | Польща               | 2 – 0                   | Україна              | товариський матч                          | -    | 46'      |
| 03-06-2021 | Дніпро           | Україна              | 1 – 0                   | Північна Ірландія    | товариський матч                          | -    |          |
| 07-06-2021 | Харків           | Україна              | 4 – 0                   | Кіпр                 | товариський матч                          | 2    | 70'      |
| 13-06-2021 | Амстердам        | Нідерланди           | 3 – 2                   | Україна              | ЧЄ 2020 - груповий етап                   | 1    |          |
| 17-06-2021 | Бухарест         | Україна              | 2 – 1                   | Північна Македонія   | ЧЄ 2020 - груповий етап                   | 1    | 70'      |
| 21-06-2021 | Бухарест         | Україна              | 0 – 1                   | Австрія              | ЧЄ 2020 - груповий етап                   | -    |          |
| 29-06-2021 | Глазго           | Швеція               | 1 – 2                   | Україна              | ЧЄ 2020 - 1/8 фіналу                      | -    | 105'     |
| 03-07-2021 | Рим              | Україна              | 0 – 4                   | Англія               | ЧЄ 2020 - чвертьфінал                     | -    |          |
| 01-09-2021 | Нур-Султан       | Казахстан            | 2 – 2                   | Україна              | Відбір до ЧС 2022                         | -    |          |
| 04-09-2021 | Київ             | Україна              | 1 – 1                   | Франція              | Відбір до ЧС 2022                         | -    | 93'      |
| 08-09-2021 | Пльзень          | Чехія                | 1 – 1                   | Україна              | товариський матч                          | -    | 76'      |
| 09-10-2021 | Гельсінкі        | Фінляндія            | 1 – 2                   | Україна              | Відбір до ЧС 2022                         | 1    | 86'      |
| 12-10-2021 | Львів            | Україна              | 1 – 1                   | Боснія і Герцеговина | Відбір до ЧС 2022                         | 1    | 82'      |
| 11-11-2021 | Одеса            | Україна              | 1 – 1                   | Болгарія             | товариський матч                          | -    |          |
| 16-11-2021 | Зениця           | Боснія і Герцеговина | 0 – 2                   | Україна              | Відбір до ЧС 2022                         | -    | 82'      |
| 01-06-2022 | Глазго           | Шотландія            | 1 – 3                   | Україна              | Відбір до ЧС 2022                         | 1    | 79'      |
| 05-06-2022 | Кардіфф          | Уельс                | 1 – 0                   | Україна              | Відбір до ЧС 2022                         | -    |          |
| 14-06-2022 | Лодзь            | Україна              | 1 – 1                   | Ірландія             | Ліга націй УЄФА 2022—2023 - 1-й етап      | -    | 51'      |
| 21-09-2022 | Глазго           | Шотландія            | 3 – 0                   | Україна              | Ліга націй УЄФА 2022—2023 - 1-й етап      | -    | 67'      |
| 24-09-2022 | Єреван           | Вірменія             | 0 – 5                   | Україна              | Ліга націй УЄФА 2022—2023 - 1-й етап      | -    | 67'      |
| 27-09-2022 | Краків           | Україна              | 0 – 0                   | Шотландія            | Ліга націй УЄФА 2022—2023 - 1-й етап      | -    | 23' 87'  |
| 12-06-2023 | Бремен           | Німеччина            | 3 – 3                   | Україна              | товариський матч                          | -    | 64'      |
| 16-06-2023 | Скоп'є           | Північна Македонія   | 2 – 3                   | Україна              | Відбір до ЧЄ 2024                         | -    | 66'      |
| 19-06-2023 | Трнава           | Україна              | 1 – 0                   | Мальта               | Відбір до ЧЄ 2024                         | -    | 81'      |
| 12-09-2023 | Мілан            | Італія               | 2 – 1                   | Україна              | Відбір до ЧЄ 2024                         | 1    | 58'      |
| 03-06-2024 | Нюрнберг         | Німеччина            | 0 – 0                   | Україна              | товариський матч                          | -    | 64'      |
| 07-06-2024 | Варшава          | Польща               | 3 – 1                   | Україна              | товариський матч                          | -    | 70'      |
| 11-06-2024 | Кишинів          | Молдова              | 0 – 4                   | Україна              | товариський матч                          | -    | 68' 73'  |
| 17-06-2024 | Мюнхен           | Румунія              | 3 – 0                   | Україна              | ЧЄ 2024 - груповий етап                   | -    | 62'      |
| 21-06-2024 | Дюссельдорф      | Словаччина           | 1 – 2                   | Україна              | ЧЄ 2024 - груповий етап                   | -    | 67'      |
| 26-06-2024 | Штутгарт         | Україна              | 0 – 0                   | Бельгія              | ЧЄ 2024 - груповий етап                   | -    | 81'      |
| 07-09-2024 | Прага            | Україна              | 1 – 2                   | Албанія              | Ліга націй УЄФА 2024—2025 - груповий етап | -    | 72'      |
| 10-09-2024 | Прага            | Чехія                | 3 – 2                   | Україна              | Ліга націй УЄФА 2024—2025                 | -    | 68'      |
| 23-03-2025 | Генк             | Бельгія              | 3 – 0                   | Україна              | Ліга націй УЄФА 2024—2025 - плей-оф       | -    | 89'      |
| Усього     |                  | Матчів (1 місце)     | 125                     |                      | Голів (2 місце)                           | 46   |          |

## Досягнення

### Командні
- «Динамо» (Київ)
  -  Чемпіон України (4) : 2008/09, 2014/15, 2015/16, 2024/25
  -  Кубок України (2) : 2013/14[36], 2014/15
  -  Суперкубок України (3): 2009, 2011, 2016
  - Півфіналіст Кубка УЄФА: 2008/09

### Індивідуальні
- Футболіст року в Україні за версією газети «Український футбол» (4): 2013, 2014, 2015, 2017
- Футболіст року в чемпіонаті України за версією газети «Команда» (2): 2011, 2014
- Премія «Футбольні зірки України»: 2016[37]
- Найкращий футболіст сезону в УПЛ (3): 2014/15[38], 2015/16[39], 2016/17[40]
- Найкращий молодий футболіст України (2): 2009, 2011
- Найкращий асистент Ліги Європи УЄФА 2014/15: 7 гольових передач
- Найкращий бомбардир чемпіонату України : 2016/17
- Найкращий бомбардир Кубка України (4): 2008/09[41], 2013/14, 2015/16, 2016/17
- Найкращий асистент збірної України: 22 гольові передачі
- Символічна збірна групового етапу Ліги Європи: 2013/14[42]
- Автор найгарнішого голу України (2): 2013/14, 2014/15
- 26 місце серед найкращих футболістів світу 2013 року за версією World Soccer
- Член бомбардирського клубу імені Олега Блохіна: 174 м'ячі
- Автор найшвидшого голу в історії збірної України: на 15-й секунді матчу
- Автор найпізнішого голу в історії збірної України: на 90+7 хвилині матчу

## Державні нагороди
- Відзнака «Іменна вогнепальна зброя» (21 листопада 2015) — за досягнення високих спортивних результатів, вагомий внесок у розвиток вітчизняного футболу, піднесення міжнародного авторитету Української держави[43]

## Скандали
Кинув під ноги футболку «Шахтаря», якою обмінявся після матчу з гравцем збірної України Тарасом Степаненком. 1 травня 2016 під час виїзного матчу з «Шахтарем» у Львові грубо в неігровий час ударив Тараса Степаненка в коліно, чим розпочав масову бійку на полі. Проте 19 травня того ж року футболісти помирилися й Андрій просив вибачити його.

## Особисте життя
Дружина Інна, за освітою — фахівець із міжнародних відносин і дипломатії, працює директором американського благодійного фонду. Чотири роки жили в незареєстрованому шлюбі, а офіційно його оформили в жовтні 2011 року. Урочиста церемонія відбулася після закінчення футбольного сезону, 16 грудня 2011 року.
22 травня 2013 року народився старший син Іван.
3 червня 2015 року народився молодший син Данило.
У березні 2023 року Інна Ярмоленко зізналась, що сім'я тепер спілкується українською. «Я розмовляла більше російською, англійською мовами, українську пам'ятаю тільки зі школи, але… в цих умовах… розумію, наскільки це важливо для мене особисто, для моєї сім'ї… саме в Арабських Еміратах ми дуже хочемо, щоб нас бачили як українців… Щоб усі чули, що ми з України, бо ми цим пишаємося».

## Факти
- 2015 року став найбагатшим українським футболістом, заробивши 4,4 млн доларів[47].
- 28 травня 2017 взяв участь у матчі збірної світу проти легенд мадридського «Атлетіко» і забив гол, зробивши рахунок 3:1 на користь збірної світу[48].